# Aeroklub Warmińsko-Mazurski
Aeroklub Warmińsko-Mazurski – regionalny oddział Aeroklubu Polskiego, założony 27 sierpnia 1946 jako Aeroklub Olsztyński. Bazą aeroklubu jest lotnisko na olsztyńskich Dajtkach.
Obecną nazwę aeroklub zyskał w latach 50. XX wieku. Jego pierwszym prezesem był Krzysztof Koral. W 2004 roku funkcję tę objął Aleksander Jarmołkowicz. Działają tu sekcje: spadochronowa, szybowcowa, samolotowa i modelarska.